# ناحیه ادامز، شهرستان دکالب، میزوری
ناحیه ادامز، بخش دکالب، میسوری (به انگلیسی: Adams Township, DeKalb County, Missouri) در ایالات متحده آمریکا است که در میزوری واقع شده‌است.

## خصوصیات
ناحیه ادامز ۱۰۹٫۶ کیلومترمربع مساحت و ۶۳۳ نفر جمعیت دارد و ۲۸۵ متر بالاتر از سطح دریا واقع شده‌است.